# Budești (Călărași)
Budești is een Roemeense gemeente in het district Călărași.
Budești - Budeshti telt 9702 inwoners.

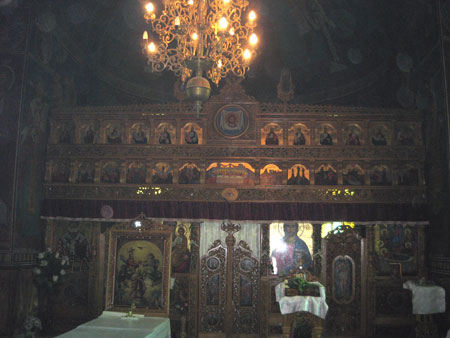
Budești

## Bevolking
Volgens de volkstelling van 2011 telt de gemeente Budești 7.025 inwoners, een daling ten opzichte van de vorige volkstelling in 2002, toen 9.596 inwoners werden geregistreerd. In 2011 vormden de etnische Roemenen (4.312 personen; 62%) de grootste bevolkingsgroep, gevolgd door een grote groep van etnische Roma (2.635 personen; 38%).